# Narceoheterozercon ohioensis
Narceoheterozercon ohioensis is een mijtensoort uit de familie van de Heterozerconidae. De wetenschappelijke naam van de soort werd voor het eerst geldig gepubliceerd in 2003 door Gerdemanen Klompen.